# Belgrave Wanderers FC
Belgrave Wanderers FC este un club de fotbal din Guernsey, care în prezent evoluează în Priaulx League.
Clubul a câștigat primul titlu Priaulx League în 1920, iar următoarele au urmat abia la începutul secolului al XXI-lea, când Belgrave a devenit o reală forță pe insulă, câștigând campionatul de cinci ori între 2005 și 2014.